# Португальская Википедия
Португа́льская Википе́дия (порт. Wikipédia em português или Wikipédia lusófona) — раздел Википедии на португальском языке.
Создан в июне 2001 года (пятый по счёту национальный раздел Википедии). Существенный рост количества статей наблюдался с конца 2004 года. В мае 2004 года португальский раздел Википедии по количеству статей занимал лишь 17-е место, а уже в мае 2005 года опередил испанский и итальянский разделы, выйдя на 8 место.

## Статистика
По состоянию на 10:21 (UTC) 16 июля 2025 года раздел содержит 1 150 761 статью, занимая по этому параметру 18-е место среди всех языковых разделов.
В разделе зарегистрировано 3 253 117 участников, 52 из них имеют статус администратора; 8086 участников совершили какие-либо действия за последние 30 дней; общее число правок за время существования раздела составляет 70 278 769.
Данный раздел использует принцип добросовестного использования (fair use). В настоящее время общее количество загруженных в раздел файлов составляет 65 464.

## История

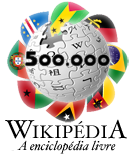
Юбилейный логотип по случаю
500 000-й статьи

Логотип на 1 млн статей

- 11 мая 2001 года — создание португальского раздела.
- 22 мая 2001 года — первая правка от João Miranda.
- 21 июля 2001 года — создана первая статья — «Planeta».
- 1 марта 2003 года — 1000 статей.
- 22 апреля 2004 года — 5000 статей.
- 9 июля 2004 года — 10 000 статей.
- 21 мая 2005 года — 50 000 статей.
- 26 января 2006 года — 100 000 статей.
- 29 ноября 2006 года — 200 000 статей.
- 10 октября 2007 года — 300 000 статей.
- 22 июня 2008 года — 400 000 статей.
- 5 июля 2009 года — португальский раздел стал девятым в результате обгона его испанским разделом, который занял восьмое место.
- 12 августа 2009 года — 500 000 статей.
- 18 августа 2010 года — 600 000 статей, юбилейной стала «Lecionário 136».
- 19 декабря 2010 года португальский раздел обогнал по числу статей нидерландский, став таким образом восьмым, а нидерландский — девятым, но ненадолго.
- 24 февраля 2011 года — русскоязычный раздел обогнал по числу статей португальский и нидерландский, став восьмым. Португальский раздел отошёл на десятое место.
- 8 октября 2011 года — 700 000 статей.
- 12 февраля 2013 года шведская Википедия за счёт заливки статей ботом обогнала по числу статей португальскую. Португальский раздел передвинулся на одиннадцатое место.
- 16 июля 2013 года вьетнамская Википедия за счёт заливки статей ботом обогнала по числу статей португальскую, передвинув её на 12 место.
- 2 октября 2013 года — 800 000 статей.
- 27 декабря 2015 года — 900 000 статей.
- 25 апреля 2018 года — португальский раздел стал пятнадцатым в результате обгона его китайским разделом, который занял четырнадцатое место.
- 26 июня 2018 года — 1 000 000 статей.
- 15 сентября 2020 года — Украинская Википедия обогнала португальскую, передвинув её на 18 место.
- 4 октября 2020 года — португальский раздел стал первым в истории, прибегнув к жёстким мерам в отношении вандализма: для полноценного участия в проекте требуется регистрация профиля[3].

## Особенности
- Так как португальский язык имеет значительные региональные различия в лексике, грамматике и орфографии, в португальской Википедии встречаются незначительные колебания в орфографии, лексике и грамматике, характерные для европейского (pt-pt) и бразильского (pt-br) вариантов португальского языка. В каком диалекте будет написана статья, зависит от её автора. Если другой участник перепишет статью, подгоняя под свой диалект, его правки будут отменены[5]. В 2005 году обсуждался вопрос о выделении бразильской версии, но предложение было отклонено[6]. Поданная в 2009 году заявка была также отклонена[7].

Страны, где португальская версия пользуется наибольшей популярностью

- Спорные вопросы об удалении/оставлении статьи решают не консенсусом участников, а путём голосования[8]. Если более 70 % голосующих проголосует за удаление статьи, то через 7 дней она удаляется, если же более 70 % голосуют за оставление, то её оставляют. В случае, если точный перевес в определённую сторону отсутствует, то номинацию продлевают ещё на 7 дней[9]. Однако перед тем, как получить право голосовать, нужно быть зарегистрированным более 90 дней и совершить более 300 правок[10].
- Долгое время добросовестное использование изображений было запрещено, однако не раз поднимались дискуссии по данному вопросу[11][12]. В частности, в португальской версии не было возможности загрузить файл[13]. Однако ограничения на загрузку были сняты после голосования, в ходе которого большинство участников поддержали идею использовать несвободные изображения[14][15][16].
- В 2020 году португальский раздел Википедии стал первым в истории, переставший подчиняться одному из ключевых принципов «свободной энциклопедии». По итогам голосования, длившегося с 4 сентября по 4 октября, администрацией проекта было принято решение о полном запрете анонимных правок с одновременным ужесточением санкций за вандализм для зарегистрированных участников[17][18].

## Критика
Основная критика адресована в сторону некомпетентного поведения администраторов. Многочисленны случаи агрессивной политики, направленные против новых редакторов и анонимов и связанные с ограничением их в участии, а также установлению цензуры по некоторым вопросам. Мелкие конфликты возникают чаще, чем в других языковых разделах Википедии.